# Calcochloris obtusirostris
Calcochloris obtusirostris là một loài động vật có vú trong họ Chrysochloridae, bộ Afrosoricida. Loài này được Peters mô tả năm 1851.